# Coelachne
Coelachne is een geslacht uit de grassenfamilie (Poaceae). De soorten van dit geslacht komen voor in Afrika, Azië en Australazië.

## Soorten (selectie)
Van het geslacht zijn de volgende soorten bekend :
- Coelachne africana
- Coelachne friesiorum
- Coelachne ghatica
- Coelachne infirma
- Coelachne japonica
- Coelachne minuta
- Coelachne perpusilla
- Coelachne pulchella
- Coelachne simpliciuscula
- Coelachne soerensenii